# Новий Корець
Но́вий Ко́рець — село в Україні, у Рівненському районі Рівненської області. Розташоване поряд з містом Корцем, на південний захід від нього, з яким має тісні економічні та історичні зв'язки. На цей момент у складі Корецької громади, раніше було центром і єдиним населеним пунктом Новокорецької сільської ради. Населення — ▼2212 осіб.
У селі є загальноосвітня школа І—ІІІІ ступенів, клуб, публічно-шкільна бібліотека, фельдшерсько-акушерський пункт. У 1966 році було відкрито могилу невідомого солдата, а у 1970 році — пам'ятний знак землякам, які загинули у німецько-радянській війні.

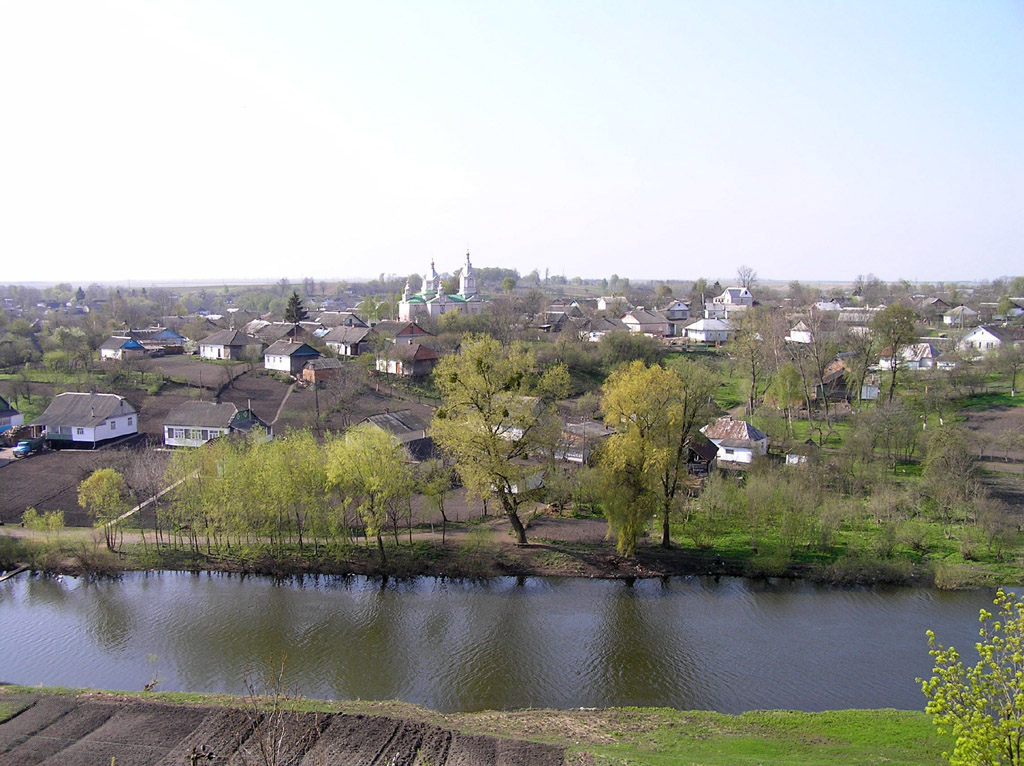
Вид на село Новий Корець та річку Корчик зі сторони Корецького замку. На задньому плані видно П'ятницьку церкву.

## Географія
Село розташоване на південний захід від міста Корця, на лівому березі річки Корчик. На південний схід, на правому березі лежить село Жадківка. На південь пролягає автошлях Київ — Чоп М06 E40.
Рельєф Нового Корця визначається річкою Корчик, яка у цьому місці має досить круті схили. Поблизу річки розвинена ярово-балкова мережа. Далі від річки рельєф рівнинний. Раніше річка була набагато повноводнішою, але тепер розорювання долини та інші негативні фактори призвели до її зміління та замулення. У Новому Корці переважають сірі та темно-сірі опідзолені глинисті ґрунти.
У багатьох місцях долини Корчика серед крутосхилів на поверхню виходять камінь та глина. Поблизу села є покинутий кар'єр, де раніше добували будівельний камінь.

## Історія
Село утворене у 1880 році.
У 1832 році сталася пожежа у Корецькому замку. Вигоріло південно-західне передмістя міста Корець, яке після відбудови виокремилося у нове село і отримало назву Новий Корець.

## Населення

### Мова
Розподіл населення за рідною мовою за даними перепису 2001 року:
| Мова            | Кількість | Відсоток |
| --------------- | --------- | -------- |
| українська      | 2279      | 98.96%   |
| російська       | 18        | 0.78%    |
| румунська       | 1         | 0.04%    |
| інші/не вказали | 5         | 0.22%    |
| Усього          | 2303      | 100%     |

## Історико-архітектурні пам'ятки

### Церква святого Іллі
Вона розташована на кладовищі села Новий Корець. Побудована у 1595 році. Церква виконана з дерева, належить до архаїчного типу двозрубного храму. Колись дах був зроблений з ґонту, а зараз покритий жерстю. У XIX столітті були здійснені деякі прибудови.

### Церква святих Кузьми та Дем'яна
Стоїть на лівому березі Корчика на кручі напроти Корецького замку. Є третьою церквою, побудованою на цьому місці. Час побудови першої невідомий, вона згоріла у середині XVIII століття. У 1766 році збудували другу церкву, яку через 100 років розібрали як аварійну в у 1896—1897 роках збудували теперішню, дерев'яну церкву.

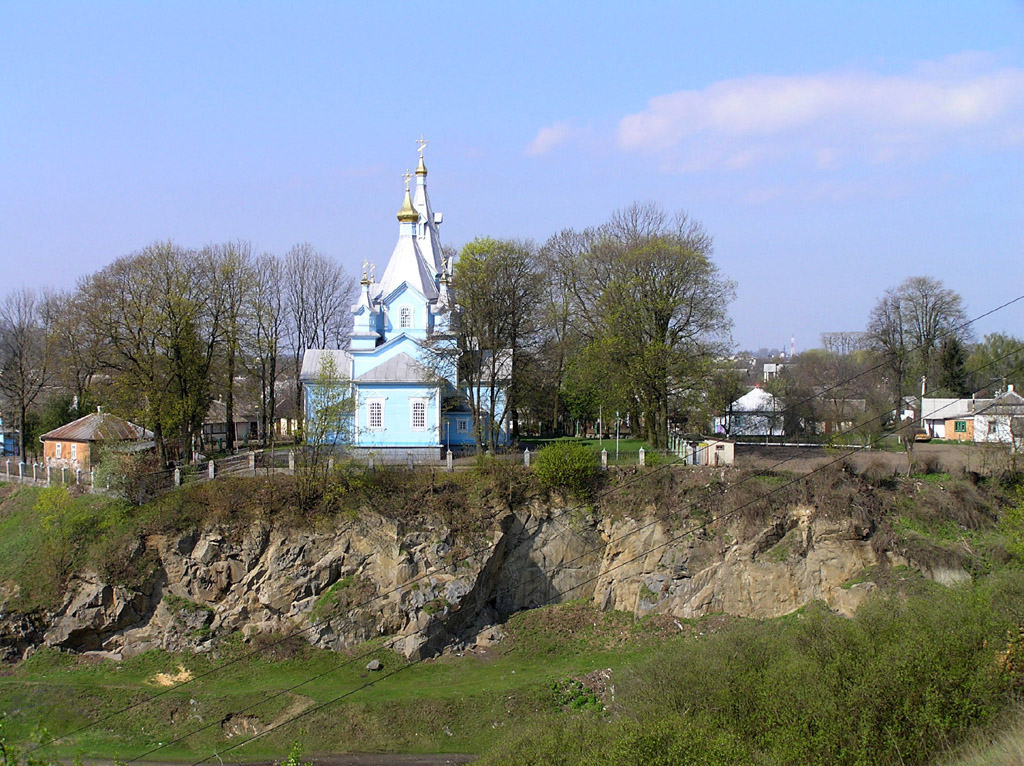
Вид на Кузьмо-Дем'янську церкву зі сторони Корецького замку

### Церква святої Параскеви П'ятниці
Будувалася у 1911—1914 роках. За архітектурними формами подібна на будівлі Свято-Троїцького монастиря.

## Постаті
- Краля Степан Ничипорович (1925—2007) — вояк УПА.
- Ляшук Тарас Іванович (1986—2014) — молодший сержант Збройних сил України, учасник російсько-української війни.